# Adarnases III
|  | Per a altres significats, vegeu «Adarnases III d'Artanudji». |

Adarnases III —ადარნასე III en georgià — fou un príncep-primat d'Ibèria de la dinastia dels nersiànides, que va regnar del 748 a 760. Era el fill de Narses Nersiani, duc d'Ibèria interior, i de la seva esposa, la tercera filla del príncep Mirian de Kakhètia. En principi fou duc hereditari (eristavi) d'Ibèria interior, i després hauria succeït en el tron d'Ibèria al príncep guaràmida Guaram III, del qual el fill era el seu gendre. Va portar el títol de curopalata d'Ibèria. Aquest títol romà d'Orient mostrava el grau d'influència de Constantinoble a Geòrgia, malgrat el domini àrab cada cop més nominal. Va morir l'any 760 i el seu fill Narses d'Ibèria Nersiani el va succeir. Adarnases III d'Ibèria es va casar amb una dona noble georgiana de la que va tenir dos fills: Narses d'Ibèria Nersiani, príncep-primat d'Ibèria, i una filla, que es va casar amb Guaram, fill de Guaram III.